# زوران تودوروف
زوران تودوروف هو مدرب كرة قدم ولاعب كرة قدم شمال مقدوني في مركز الوسط، ولد في 31 أكتوبر 1982 في كوتشاني في مقدونيا الشمالية. لعب مع نادي زيمون.

## وصلات خارجية
- زوران تودوروف على موقع قاعدة بيانات كرة القدم.إي يو (الإنجليزية)
- زوران تودوروف على موقع Soccerway.com (الإنجليزية)